# Сейшелы на Сурдлимпийских играх
Сейшелы участвуют в летних Сурдлимпийских играх с Игр 2009 года (не участвовали в Играх 2013, 2017, 2022 годов), в зимних Сурдлимпийских играх до настоящего времени не участвовали. По состоянию на лето 2023 года, медалей на Играх ещё не выигрывали.